# 月の北極

ルナー・リコネサンス・オービターによる月の北極のモザイク画像

月の北極（つきのほっきょく、Lunar north pole）は、月の北半球で自転軸が地表と接する地点である。
月の北極は月面で最北の点で、月の南極と正反対の地点である。北緯90度と定義される。全ての方向が南方となり、全ての経線が通るため、経度は任意の値を取る。

## クレーター
北緯60度以上の月の北極圏内にある主なクレーターは、以下のとおりである。
アヴォガドロ、ベルコビッチ、ブリアンション、エムデン、ガモフ、ゴルトシュミット、エルミート、ジョン・ハーシェル、メトン、ナンセン、パスカル、ピーターマン、フィロラオス、プラスケット、ピタゴラス、ロジェストヴェンスキー、シュヴァルツシルト、シアーズ、ゾンマーフェルト、ステビンス、シルベスター、タレス、ファント・ホッフ、ウィリアム・ボンド、ホイップル

## 探索
アストロボティック・テクノロジーのIcebreaker missionは、2015年に向けて計画されていたが、2016年に延期され、その後中止された。Google Lunar X Prizeを目指したものである。